# جمهورية جنوب مالوكو
جنوب مالوكو، رسميًا جمهورية جنوب مالوكو، هي جمهورية انفصالية غير معترف بها في أرخبيل جزر مالوكو الجنوبية في أوقيانوسيا وجنوب شرق آسيا البحري وهي تدعي أن جزر أمبون وبورو وسيرام جزءٌ من أراضيها. هذه الجزر حاليًا جزءٌ من مقاطعة مالوكو الاندونيسية.
سيطر الاحتلال الهولندي الإستعماري على الأرخبيل في القرن التاسع عشر، مما أنشئ إدارة وحدوية. تشكلت حدود إندونيسيا الحالية من خلال التوسع الاستعماري الذي انتهى في القرن العشرين. بعد انتهاء احتلال الإمبراطورية اليابانية خلال الحرب العالمية الثانية في العام 1945، أعلن القادة القوميون على جاوا استقلال إندونيسيا من جانب واحد. لم تشترك جميع مناطق وشعوب إندونيسيا الحالية على الفور في الدولة الوحدوية المعلنة لجمهورية إندونيسيا.
جاءت المقاومة الأصلية المنظمة في وقت مبكر من جنوب مالوكو بدعم ومساعدة من الحكومة الهولندية والجيش. تمسك متمردو جنوب مالوكو في البداية بمعاهدة مبكرة في فترة ما بعد الاستعمار تنص على إنشاء نظام حكم اتحادي للدولة. عندما أُنهيت تلك المعاهدة التي جرى الاتفاق عليها بين الحكومة الهولندية والحكومة الإندونيسية في ديسمبر 1949، أعلن المتمردون من جانب واحد جمهورية جنوب مالوكو المستقلة بالكامل في أبريل 1950. استند زعماء جنوب مالوكو في قرارهم على المعاهدة، التي تنص على أن يكون لكل ولاية من ولايات الاتحاد حكم ذاتي.
بعد هزيمة قوات مالوكو على يد القوات الإندونيسية بأمبون في نوفمبر عام 1950، انسحبت الحكومة التي أعلنت نفسها إلى سيرام، حيث قاومت القوات الإندونيسية حتى ديسمبر 1963. وفي العام 1966، انتقلت الحكومة إلى المنفى في هولندا بعد إعدام زعيم المقاومة ورئيسها كريس سوموكيل من قبل السلطات الإندونيسية. الحكومة المنفية موجودة حتى الآن حيث أصبح جون واتيليتي رئيسها الحالي منذ أبريل 2010.
إن جمهورية جنوب مالوكو هي دولة عضو في منظمة الأمم والشعوب غير الممثلة منذ العام 1991.